# Sarvepalli Radhakrishnan
Sarvepalli Radhakrishnan (Tiruttani, 5. rujna 1888. – Madras, 16. travnja 1975.), indijski državnik i filozof.
Bio je predsjednik Generalne konferencije UNESCO-a, 1. potpredsjednik i 2. predsjednik Republike Indije, te profesor filozofije na indijskim sveučilištima i Oxfordu. Najpoznatije mu je djelo "Indijska filozofija". Važni su i njegovi prijevodi i komentari klasičnih djela indijske filozofije.

## Djela
- "Filozofija Upanišada",
- "Hinduski pogled na život",
- "Refleksije".